# Autobahn (Frankreich)

Autobahnen (gelb) und autobahnähnliche Nationalstraßen (rot) in Frankreich (Stand: 2012)

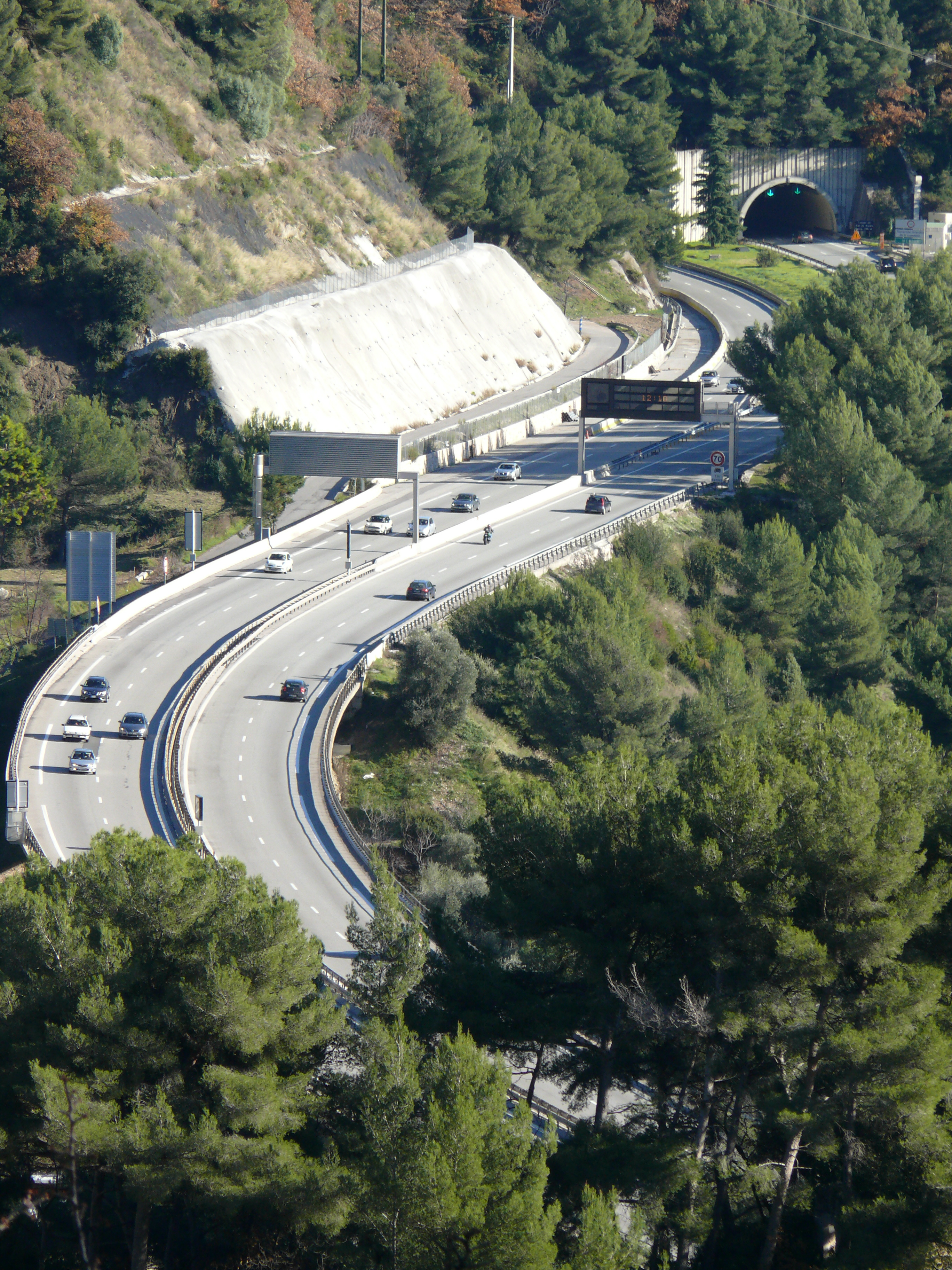
Die A8 bei Gorbio.

Die französischen Autobahnen (französisch autoroutes, Singular autoroute) bilden einen wichtigen Teil des nationalen Fernstraßennetzes Frankreichs und dienen neben dem überregionalen und internationalen auch dem regionalen Verkehr. Sie werden von verschiedenen Gesellschaften bewirtschaftet. Das Autobahnnetz beträgt etwa 11.880 Kilometer, von denen etwa 8000 km mautpflichtig sind.
Frankreich hat nach dem National Trunk Highway System (136.000 km) der Volksrepublik China, dem Interstate Highway System (77.540 km) in den USA, dem Autobahnsystem in Spanien (17.109 km) und dem deutschen Autobahnnetz (13.190 km) das fünftlängste weltweit.
Die zulässige Höchstgeschwindigkeit beträgt auf französischen Autobahnen 130 km/h, bei Niederschlag und für Fahranfänger (Fahrerlaubnis jünger als drei Jahre) 110 km/h. Auf autobahnähnlichen Schnellstraßen (voies express) beträgt sie 110 km/h (100 km/h für Fahranfänger und bei Niederschlag).

## Geschichte
Die erste Autostraße Frankreichs, ein Teil der Autoroute de Normandie, sollte 1940 fertiggestellt werden. Durch den Zweiten Weltkrieg verzögerte sich allerdings der Bau und der 20 km lange Abschnitt der Strecke zwischen Orgeval und Saint-Cloud wurde erst am 9. Juni 1946 eröffnet. Die offizielle Bezeichnung Autoroute wurde 1955 eingeführt und bezeichnete einen speziellen Verkehrsweg, der nicht über Kreuzungen, sondern über „Knotenpunkte nur für Fahrzeuge mit mechanischen Antrieben“ zugänglich ist. Außerdem entschied die Regierung, dass Autobahnen durch Betreibergesellschaften gebaut und nach der Inbetriebnahme mautpflichtig werden sollten. Bereits ein Jahr später entstand die erste Betreibergesellschaft Autoroute Esterel-Côte-d’Azur (ESCOTA).
1960 wurden die Planungen der Realisierung eines Autobahnnetzes mit einer Gesamtlänge von ca. 3500 km aufgenommen, davon sollten ca. 2000 km vor 1975 fertiggestellt werden. Bereits 1961 wurde der erste mautpflichtige Abschnitt im Verlauf der A 8 freigegeben. Bis 1967 wurde die 1000 km-Marke von freigegebenen Autobahnabschnitten überschritten. 1970 wurde beschlossen, dass Konzessionen auch an vollständig private Unternehmen vergeben werden dürfen. Zusätzlich wurde die Verwaltung der Autobahnen in die gegründete staatliche Behörde SEM übergeben. 1971 gab es in Frankreich sieben Autobahngesellschaften unter der Aufsicht von SEM und vier private Unternehmen. Die Beschränkung der Höchstgeschwindigkeit auf 130 km/h erfolgte 1974. 1981 erfolgte die Fertigstellung des 5000. Kilometers. Nach einem 1988 vorgestellten Plan sollten innerhalb von zehn Jahren weitere 2840 km realisiert werden.
1994 wurde die zweite Reform verabschiedet. Acht Betreibergesellschaften wurden in drei regionale Autobahngesellschaften zusammengefasst: der SAPRR-Konzern mit seiner Tochter „Area“, der ASF-Konzern mit seiner Tochter „Escota“ und die SANEF-Gruppe und ihr Tochterunternehmen SAPN. Der Grund dafür war die schlechte Finanzlage der kleinen Unternehmen. Außerdem erhielten die nun gegründeten Konzerne in Verträgen mit einer Laufzeit von fünf Jahren festgelegten Finanzspritzen der Regierung.
2000 erfolgte eine dritte Reform. Die drei Autobahnbetreiber wurden nun zu normalen Unternehmen, die im Einklang mit dem Unionsrecht der Europäischen Union handeln. Die Dauer der Konzessionen wurde meistens bis 2028 bzw. 2032 festgelegt. Zusätzlich wurde die Mehrwertsteuer auf die Mautsätze angewandt. Der Bau und Betrieb von neuen Autobahnabschnitten sollte nun durch eine Ausschreibung vergeben werden. Diese Änderungen führten zur Gründung zweier weiterer privaten Betreiber. Außerdem wurde auch die umstrittene Privatisierung der Betreibergesellschaften möglich.
Ende 2005 verkaufte der französische Staat nach einer europaweiten Ausschreibung für 14,8 Milliarden Euro seine Anteile an den drei wichtigsten Autobahngesellschaften. Davon wurden rund zehn Milliarden Euro in den Schuldenabbau und ca. vier Milliarden Euro in die Entwicklung der Verkehrswege verwendet. Es wurden Lizenzen zum Betrieb der Straßen für einen Zeitraum von 25 Jahren vergeben. Die Verkehrswege selbst blieben im Staatsbesitz. Den Zuschlag erhielten Einzelunternehmen und Konsortien aus dem In- und Ausland. Der Betrieb der meistens bereits mautpflichtigen Autobahnen wurde Anfang 2006 übernommen.

## Organisation

Schild der Autoroute A 7

Für die französischen Autobahnen existiert seit 1982 das heutige Nummerierungssystem. Vor die Nummer wird zur Kennzeichnung der große Buchstabe A gesetzt. Die entsprechende Nummer hängt mit dem geographischen Standort der Autobahn zusammen. Dieses System ist relativ konstant, jedoch gibt es zahlreiche Ausnahmen.
Die Nummern A 1 bis A 20 (mit Ausnahme der A 7, A 8 und A 9) sind im Uhrzeigersinn den von Paris ausgehenden Strecken zugeordnet. In nördlicher Richtung ist dies die A 1 in Richtung Lille mit der A 2 als Abzweig Richtung Brüssel; in östlicher Richtung die A 3, die nach einigen Kilometern auf die A 1 trifft, sowie die A 4 in Richtung Reims und Straßburg. In südöstlicher Richtung verlaufen die A 5 nach Troyes und die A 6 nach Lyon mit der Verlängerung A 7 in Richtung Marseille sowie den Abzweigen A 8 nach Nizza und Genua sowie A 9 nach Montpellier und Barcelona. Von Paris aus nach Südwesten verlaufen die A 10 in Richtung Orléans und Bordeaux sowie die A 11 in Richtung Le Mans und Nantes; nach Westen die A 13 in Richtung Rouen und Caen mit der A 12 als kurze Abzweigung nach Trappes; nach Nordwesten die A 14, die nach einigen Kilometern auf die A 13 trifft sowie die A 15 nach Cergy und schließlich die A 16 in nördlicher Richtung nach Amiens, Calais bis zum Eurotunnel. Die A 19 verbindet die A 5 und die A 10 zwischen Sens und Chevilly.
Die übrigen, zweiziffrigen Nummerierungen sind nach folgendem System zugeordnet:
- A 20 und höhere im Norden Frankreichs (mit Ausnahme der A 20);
- A 30 und höhere im Nordosten, mit der A 39 als südlichem Ausläufer;
- A 40 und höhere in der Region Rhône-Alpes;
- A 50 und höhere im Südosten;
- A 60 und höhere im Südwesten;
- A 70 und höhere im Zentrum bzw. in der Mitte Frankreichs;
- A 80 und höhere im Westen (ausgenommen A86 und A89).

Zeichen zur Frequenz des Verkehrsfunkes

Regionale Autobahnen, die beispielsweise zwei größere Autobahnen verbinden oder Zubringerautobahnen sind, haben eine dreistellige Nummerierung. A 100 und höhere sind für Autobahnen in Île-de-France vergeben; bei Nummerierungen von A 200 aufwärts entsprechen die zwei ersten Ziffern der Lokalisierung analogen zu den zweiziffrigen, also entspricht die A 304 etwa einer „30“ im Nordosten des Landes.
Die wegweisende Beschilderung ist der deutschen recht ähnlich. Auffallend ist, dass Ortsnamen grundsätzlich in Großbuchstaben geschrieben sind und zwei in einer Zeile stehende Ziele durch einen Bindestrich getrennt werden. Des Weiteren wird bei den am Straßenrand stehenden Entfernungstafeln das Einheitensymbol „km“ für Kilometer weggelassen.
Im Gegensatz zu den deutschen Autobahnkreuzen haben die meisten Kreuze in Frankreich keine Namen und stattdessen wird nur signalisiert, welche Autobahnen sich kreuzen. Anschlussstellen sind dagegen wie in Deutschland benannt.
Seit den 1990er-Jahren betreiben die Autobahngesellschaften oder von ihnen beauftragte Unternehmen unter der einheitlichen UKW-Frequenz 107,7 MHz Radiosender, auf denen sie Verkehrsinformationen zu ihren Streckennetzen (und nur zu diesen) versenden. Die Frequenz ist auch auf Verkehrszeichen angegeben.

## Maut

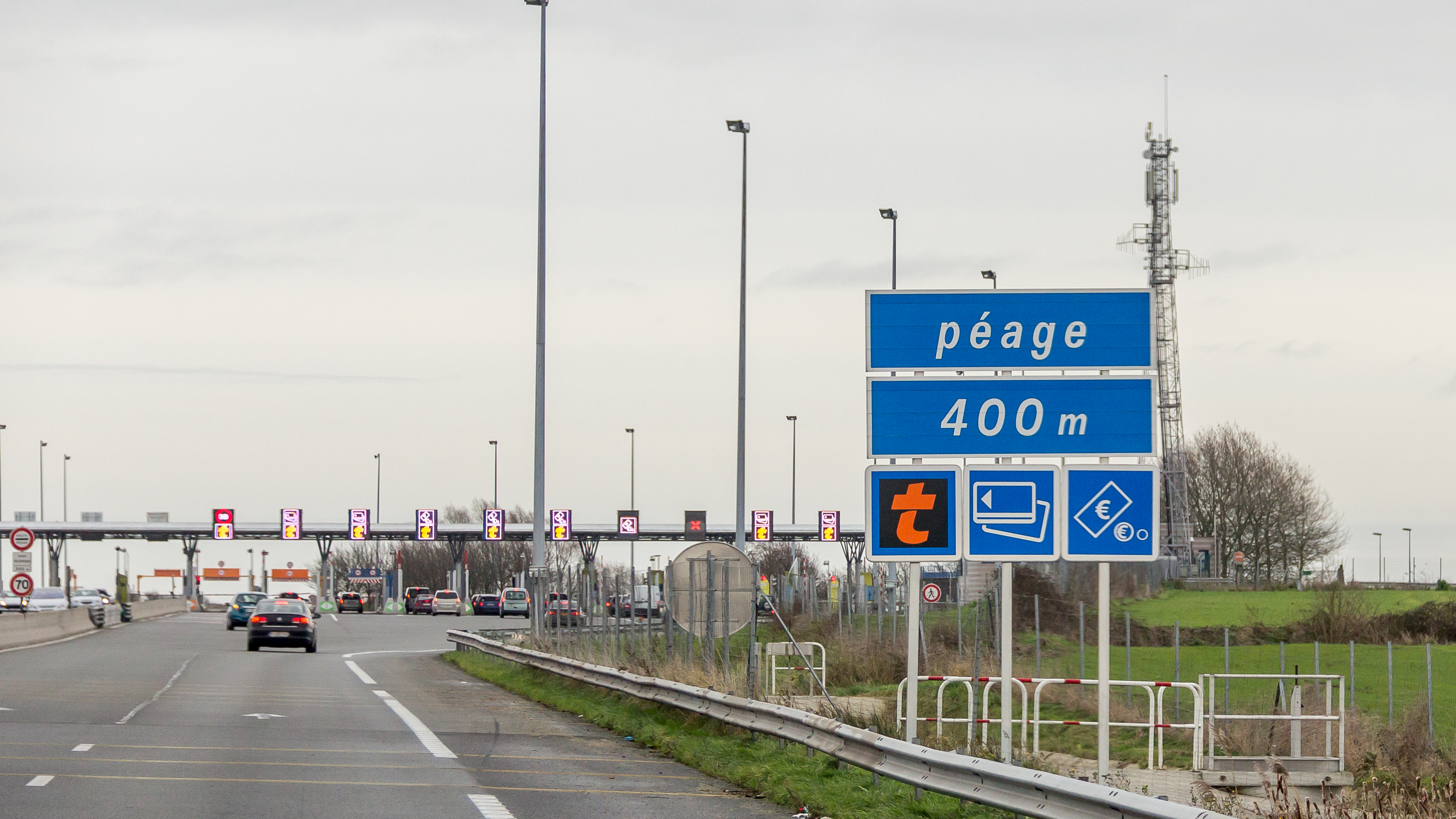
Mautstelle auf der A 2.

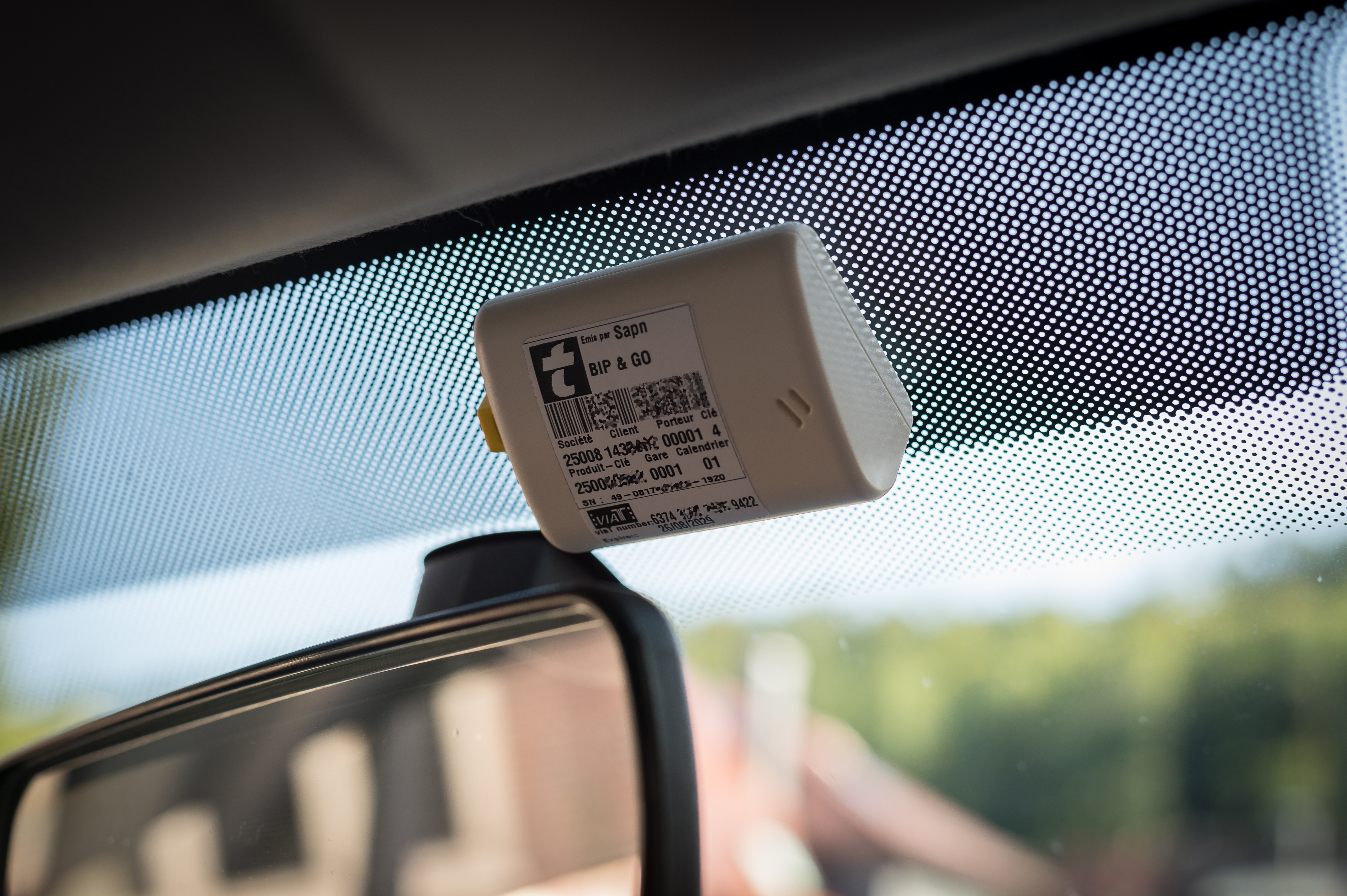
Transponder für télépéage

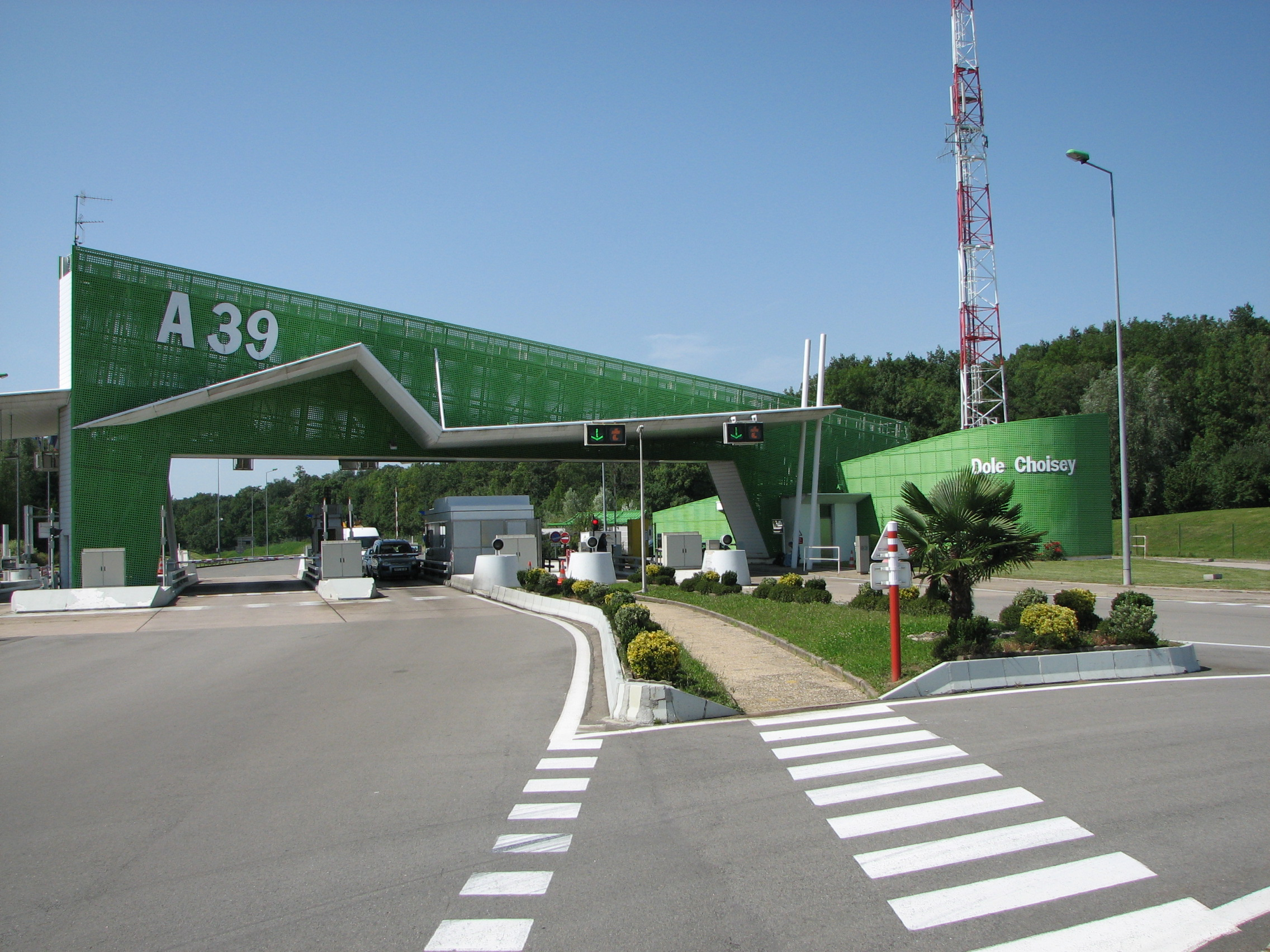
Péage de Dole-Choisey auf der A 39.

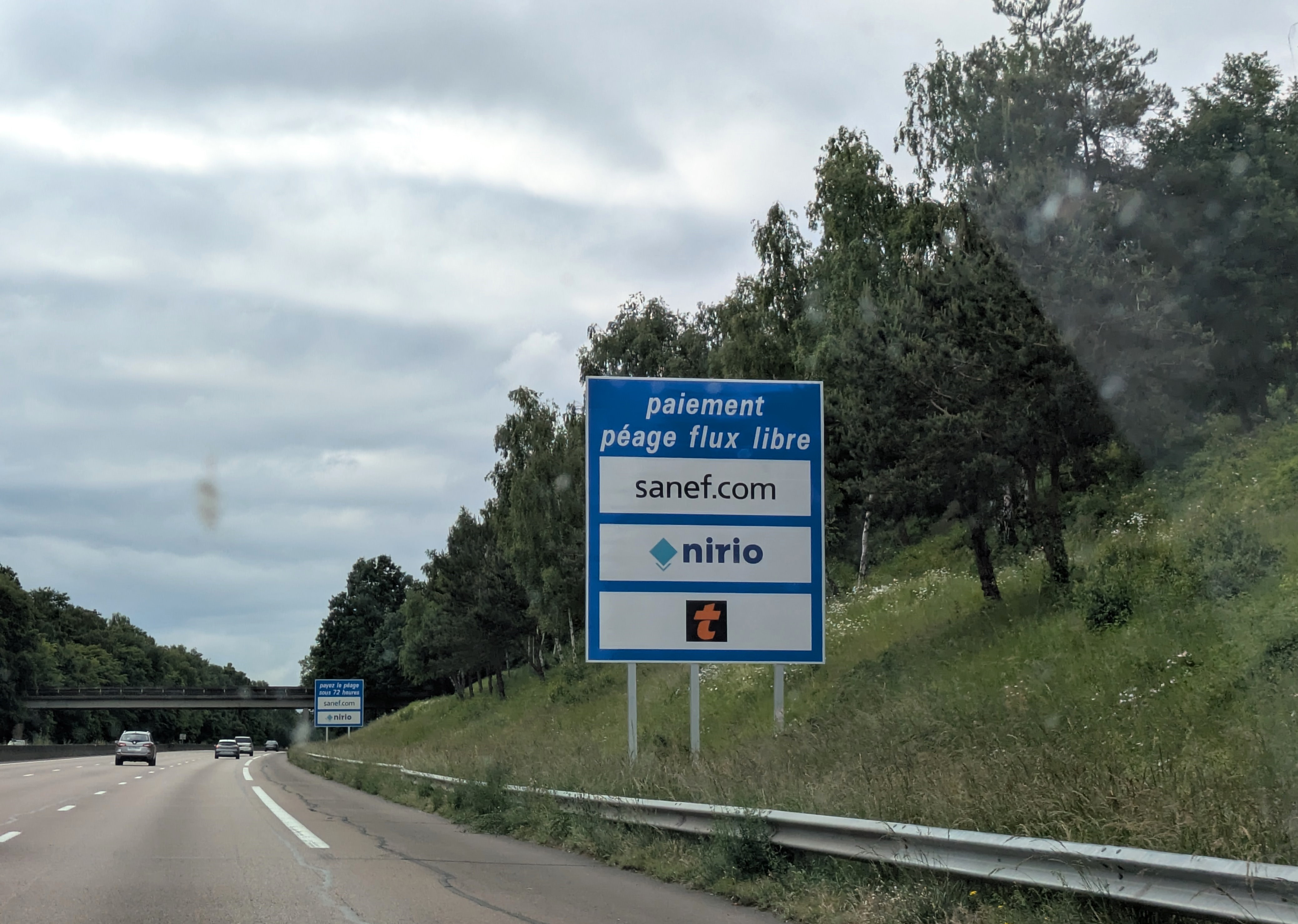
Hinweis auf Free Flow Toll Bezahlung A13

Autobahnen in Frankreich werden von verschiedenen Gesellschaften bewirtschaftet und durch Mauterhebung finanziert. Die Mauthöhe ist nicht einheitlich festgelegt. Sie reicht für Pkw (Höhe unter 2 Meter = Kategorie 1) von ca. 6 €/100 km bis z. B. 20,62 €/100 km (A 36 zwischen Voujeaucourt und L’Isle-sur-le-Doubs in 2010). Höhere Fahrzeuge wie Wohnwagen-Gespanne und Wohnmobile sind in Kategorie 2 oder 3 eingestuft. Bei zahlreichen größeren Städten gibt es mautfreie Umgehungen oder Stadtautobahnen. Im Elsass, in Lothringen und in der Bretagne sind die Autobahnen überwiegend mautfrei. Mautfrei sind auch die Autoroute A 75 (ausgenommen das Viaduc de Millau) und einige weitere Strecken.
Die Bezahlung der Maut erfolgt mit Kreditkarten (Carte bleue, Eurocard, Mastercard, Visa), in bar (viele Automaten akzeptieren ausschließlich Münzgeld) oder berührungslos per elektronischer Gebührenerfassung (Télépéage mittels Transponder).
Auf der Autoroute A 4 erfolgt die Bezahlung der Maut bei den „free flow-Abschnitten“ entweder online, Mautstation auf dem Parkplatz oder mittels elektronischer Gebührenerfassung (Télépéage). Für die Maut werden die Autokennzeichen registriert.

## Betreibergesellschaften
Die mautpflichtigen Autobahnen in Frankreich werden von den Betreibern auf der Grundlage einer Konzession verwaltet, die von der Regierung für den Bau und Betrieb von einem entsprechenden Abschnitt gewährt wird. Betreiber werden auch als Konzessionäre (französisch concessionaires) bezeichnet.
Im Moment werden die Autobahnen in Frankreich von folgenden Betreibergesellschaften verwaltet:
- Konsortium Holding d’Infrastructures de Transport (H.I.T.) (Abertis)
  - SANEF (Société des autoroutes du Nord et de l’Est de la France); 1317 km; offizielle Website von SANEF
    - SAPN (Société des autoroutes Paris-Normandie); 366 km; offizielle Website von SAPN
- Eiffarie (Groupe Eiffage — Macquerie)
  - APRR (Autoroutes Paris-Rhin-Rhône); 1821 km; offizielle Website von APRR
    - AREA (Société des autoroutes Rhône-Alpes); 381 km
    - ADELAC; offizielle Website von ADELAC

  - CEVM (Compagnie Eiffage du Viaduc de Millau); 2,5 km; offizielle Website von CEVM
  - A’Liénor; 150 km; offizielle Website von A’Liénor
- VINCI Autoroutes; 4385 km; offizielle Website von Vinci Autoroutes
  - ASF (Autoroutes du sud de la France); 2325 km
    - Escota (Société des autoroutes Esterel-Cote d’Azur Alpes); 460 km
    - Openly (Opérateur du Périphérique Nord de Lyon); 10 km; offizielle Website von Openly

  - Cofiroute (Compagnie Financière et Industrielle des autoroutes; Privatgesellschaft der Vinci-Gruppe); 1096 km
  - Arcour (Autoroute Artenay-Courtenay); 101 km
  - SMTPC (Société Marseillaise du Tunnel Prado-Carénage) offizielle Website von SMTPC
- ALBEA; 18 km
- Alicorne (Autoroute de Liaison Calvados-Orne); offizielle Website von Alicorne
- ALIS; 125 km; offizielle Website von ALIS
- ATLANDES; 105 km; offizielle Website von ATLANDES
- ATMB (Autoroute et Tunnel du Mont-Blanc); 107 km; offizielle Website von ATMB
- SFTRF (Société Française du Tunnel Routier du Fréjus); 67 km; offizielle Website von SFTRF

## Netzentwicklung
| Jahr        | 1950   | 1955   | 1960   | 1965   | 1970   | 1975   | 1980   | 1985   | 1990   | 1995   | 1996   | 1997   | 1998   | 1999   |
| Länge in km | 00.036 | 00.063 | 00.152 | 00.634 | 01.512 | 03.113 | 04.814 | 05.886 | 06.874 | 08.217 | 08.509 | 08.843 | 09.293 | 09.560 |

| Jahr        | 2000   | 2001   | 2002   | 2003   | 2004   | 2005   | 2006   | 2007   | 2008   | 2009   | 2010   | 2011   | 2012   | 2013   |
| Länge in km | 09.721 | 10.014 | 10.220 | 10.376 | 10.500 | 10.779 | 10.830 | 10.942 | 11.010 | 11.168 | 11.376 | 11.418 | 11.446 | 11.594 |

Quelle:

## Raststätten und Service
Raststätten werden auf Vorwegweisern früh angezeigt. Das gilt auch für Rastplätze. Diese verfügen stets über Toiletten; bisweilen sind auch zusätzliche Einrichtungen wie etwa Sitzgelegenheiten für ein Picknick oder ein Spielplatz für Kinder vorhanden. Auch diese werden üblicherweise durch Verkehrszeichen zuvor angezeigt.

Dieses Schild zeigt an, dass ein Rastplatz mit Sitzgelegenheiten zur Verfügung steht

… oder ein Spielplatz

Bei Beginn eines Autobahnabschnitts und in unregelmäßigen Abständen erfolgt die Anzeige von mehreren Raststätten gleichzeitig zum Zweck der Anzeige der Tankmöglichkeiten und der aktuellen Treibstoffpreise. Die Autobahntankstellen sind durchgehend, auch nachts, geöffnet. Auf neueren Autobahnen hat man Raststätten errichtet, die gleichzeitig von beiden Fahrtrichtungen angefahren werden können. Neben teuren Servicebereichen ist oft ein etwas günstigerer SB-Bereich vorhanden. Raststätten werden in modernem, typisch französischem Design gestaltet und spiegeln oft regionale Besonderheiten architektonisch oder in Bezug auf das Warenangebot wider.

## Boulevard périphérique

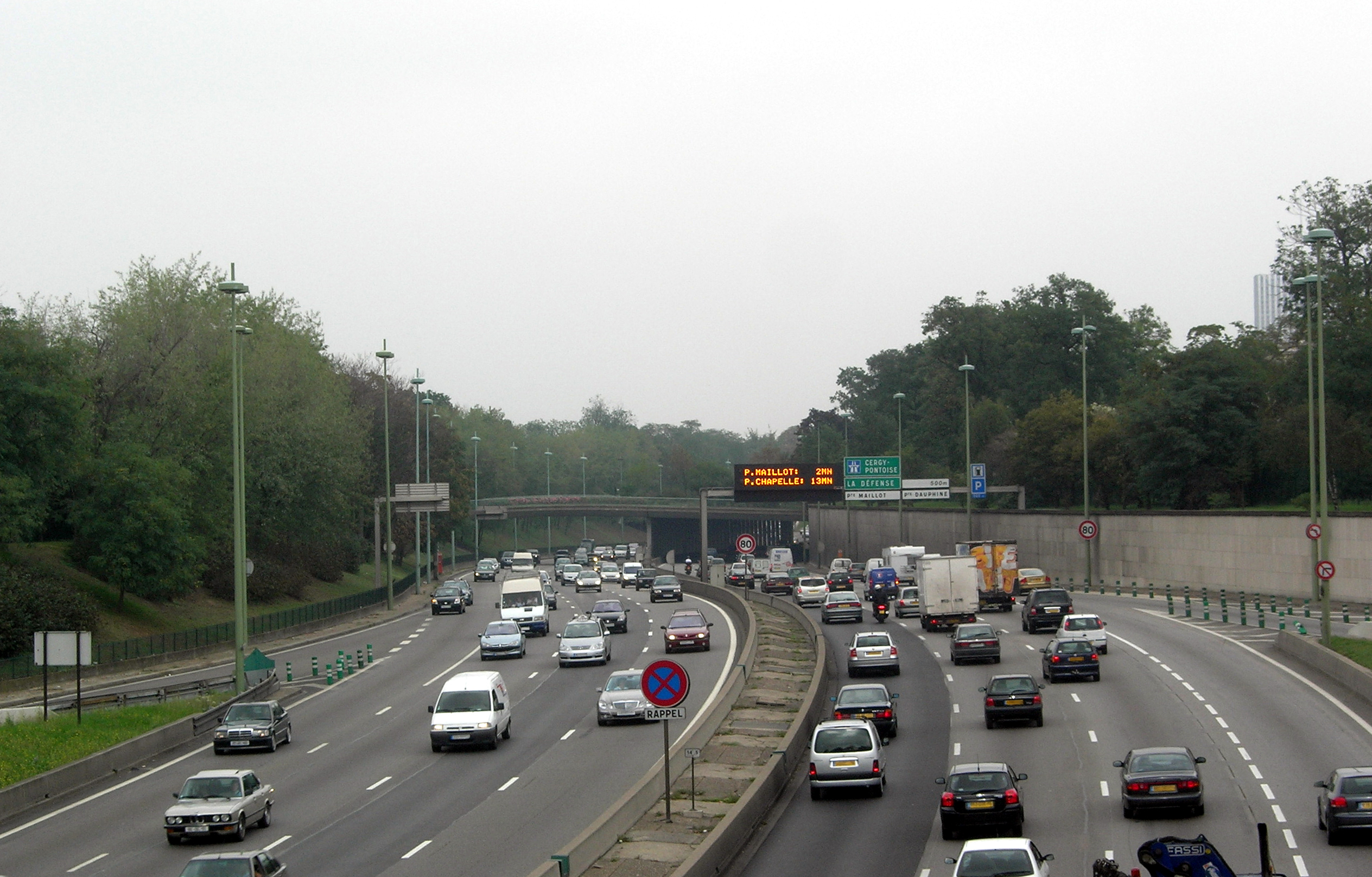
Boulevard périphérique bei der Porte de la Muette

Der Boulevard périphérique (kurz auch BP) ist eine in den Jahren 1954 bis 1973 ringförmig um Paris gebaute Stadtautobahn, die bis zu fünf Fahrstreifen pro Fahrtrichtung aufweist und häufig überlastet ist. Er leitet den Verkehr um Paris und in die Stadt hinein. Vom Standpunkt der Klassifikation ist der Boulevard périphérique eine simple Kommunalstraße (voie communale). Die zulässige Höchstgeschwindigkeit wurde 2014 von bis dahin 80 km/h auf 70 und 2024 weiter auf 50 km/h begrenzt.

## Belege
1. ↑  BMVI: Statistiken zu Straßen des überörtlichen Verkehrs.
2. ↑  Mit dem Fahrzeug in Frankreich. ADAC, abgerufen am 2. August 2025.
3. ↑  Autobahn-Verkauf bringt Frankreich 14,8 Milliarden Euro (14. Dezember 2005)
4. ↑  Umstrittene Entscheidung: Frankreich verkauft Autobahnen für 14,8 Milliarden Euro (14. Dezember 2005)
5. ↑  Nomenclature des autoroutes françaises (französisch)
6. ↑  Julien Dupont-Calbo: Derrière les micros des radios 107.7 FM. In: lesechos.fr. 27. Februar 2015, abgerufen am 11. September 2021 (französisch).
7. ↑  Fahrzeugkategorien
8. ↑  Beispiel für Fahrzeugmaße
9. ↑  Kategorien und Tarife
10. ↑  Mautgebühren in Frankreich. In: france.fr. Atout France (französische Zentrale für Tourismus), 26. August 2021, abgerufen am 11. September 2021.
11. ↑  Frankreich-Mobil-Erleben - Free Flow Maut. Abgerufen am 15. Januar 2024 (deutsch).
12. ↑  Évolution du kilométrage des autoroutes françaises (französisch)